# Typopeltis crucifer
Typopeltis crucifer är en spindeldjursart som beskrevs av Pocock 1894. Typopeltis crucifer ingår i släktet Typopeltis och familjen Thelyphonidae. Inga underarter finns listade i Catalogue of Life.